# Donja Konjuša
Donja Konjuša (en serbe cyrillique : Доња Конјуша) est un village de Serbie situé dans la municipalité de Prokuplje, district de Toplica. Au recensement de 2011, il comptait 238 habitants.
Donja Konjuša est située sur les bords de la Toplica.

## Démographie
| 1948 | 1953 | 1961 | 1971 | 1981 | 1991 | 2002 | 2011 |
| ---- | ---- | ---- | ---- | ---- | ---- | ---- | ---- |
| 707  | 795  | 760  | 588  | 508  | 331  | 305  | 238  |

|  |